# Metabolismo de xenobióticos
El metabolismo de xenobióticos es un proceso de destoxificación que ocurre principalmente en el hígado, mediante el cual los xenobióticos son convertidos en metabolitos dispuestos para ser eliminados en forma más rápida del organismo. Así mismo, esta transformación convierte a los xenobióticos en sustancias menos afines a sus receptores, disminuyendo así la intensidad y duración de sus potenciales efectos.